# Alternatieve algebra
In de abstracte algebra is een alternatieve algebra een algebra waarin de vermenigvuldiging niet  associatief hoeft te zijn, maar alleen alternatief. Dat wil zeggen dat voor alle {\displaystyle x} en {\displaystyle y} in de algebra geldt: 
{\displaystyle x(xy)=(xx)y}
{\displaystyle (yx)x=y(xx)}
Elke associatieve algebra is vanzelfsprekend alternatief, maar dat geldt ook voor enige strikte niet-associatieve algebra's, zoals de octonionen. De sedenionen, aan de andere kant, zijn niet alternatief.

## De associator
Alternatieve algebra's worden zo genoemd omdat ze precies de algebra's zijn waarvoor de associator alternatief is. De associator is een trilineaire afbeelding die wordt gegeven door
{\displaystyle [x,y,z]=(xy)z-x(yz)}
Per definitie is een multilineaire afbeelding alternatief als het resultaat 0 is zodra twee van zijn argumenten gelijk zijn. De linker- en rechteridentiteiten van een algebra zijn gelijkwaardig met
{\displaystyle [x,x,y]=0}
{\displaystyle [y,x,x]=0}
Deze twee identiteiten impliceren samen dat de associator totaal scheef-symmetrisch is. Dat wil zeggen dat voor alle {\displaystyle x} en {\displaystyle y}, en voor elke permutatie {\displaystyle \sigma } geldt: 
{\displaystyle [x_{\sigma (1)},x_{\sigma (2)},x_{\sigma (3)}]=\operatorname {sgn}(\sigma )[x_{1},x_{2},x_{3}]}
Dit is equivalent aan de zogeheten flexibele identiteit
{\displaystyle (xy)x=x(yx)}
De associator is daarom alternerend. Omgekeerd is iedere algebra waarin de associator alterneert, duidelijk alternatief. Door symmetrie is elke algebra die voldoet aan een van de twee onderstaande condities: 
- links alternatieve identiteit: {\displaystyle x(xy)=(xx)y}
- rechts alternatieve identiteit: {\displaystyle (yx)x=y(xx)}
- flexibele identiteit: {\displaystyle (xy)x=x(yx)},

alternatief en voldoet daarom aan alle identiteiten.
Een alternerende associator is totaal scheef-symmetrisch. Het omgekeerde geldt ook, mits de karakteristiek van het onderliggende lichaam/veld ongelijk is aan 2.